# ملك أباد (فسا)
ملك أباد (بالفارسية: ملک‌آباد) هي قرية تقع في قسم ميانده الريفي في إيران.
في إحصاء سكان لعام 2006, تم التعرف على ملكآباد ولكن لم يتم إنشاء تقرير عن الكثافة السكانية للقرية.